# Pasirjaksa
Pasirjaksa is een bestuurslaag in het regentschap Pandeglang van de provincie Banten, Indonesië. Pasirjaksa telt 1226 inwoners (volkstelling 2010).